# Monolepta thomsoni
Monolepta thomsoni es una especie de insecto coleóptero de la familia Chrysomelidae.
Fue descrita científicamente en 1888 por Allard.